# Isanbard
Isanbart, noto anche come Isambard sassone (Narbona, 750 – dopo l'806), fu conte di Turgovia e Altdorf, maestro del palazzo franco di Altorf in Alamannia.

## Origine
Nacque attorno al 750 D.C. a Narbonne in Francia, fu conte di Turgovia e Weingarten (Altdorf), maestro del palazzo franco di Altdorf in Alamannia, figlio di Guerino e Adelinde, entrambi sono i fondatori del monastero di Buchau 770. Adelinde viene specificata come figlia di Ildeprando duca di Spoleto.

## Biografia
Suo padre Guerino dopo la rottura del ducato alemanno dai Carolingi e la sanguinosa strage di Cannstatt (746), oltre a Ruthard e stato uno di quei Franchi svizzeri,  che ha organizzato la contea Frankish costituzionale e fiscale a Montbéliard ha prevalso la regola Frankish come amministrazione Alamannia. Fu attivo principalmente a sud del lago di Costanza, mentre Ruthard a lavorato a nord del lago.
Così nel 747, sotto le pressioni di Pipino il Breve, fu introdotta da parte di Otmar nell'abbazia di San Gallo la regola benedettina. Poiché Otmar si adeguò, il monastero fu ricompensato con donazioni di terre.
Probabilmente da queste opere di carità risultava una rilevante affinità con il popolo alemanno. Ciò, unitamente all'autonomia del monastero, suscitò nei franchi Guerino o Warin e Ruthard, conti nominati nel corso delle controversie fra franchi ed alemanni, un crescente malcontento, che si manifestò in alcune liti sul possesso di terre vicine.
A questo proposito sorsero tensioni a causa delle rivendicazioni da parte del vescovo di Costanza Sidonio, che voleva porre il monastero sotto il controllo della sua diocesi. 
Questi conflitti si conclusero nel 759 con una congiura ordita dall'infedele monaco Lamperto che portò alla reclusione di Otmar. Egli fu portato con false accuse di adulterio e reati a sfondo sessuale dinnanzi ad un tribunale ordinario e condannato a morire di fame, esposto sulla piazza reale. La pena fu poi mitigata e quindi Otmar fu trasferito sotto custodia nell'isola Werd, sul lago di Costanza, ove nel novembre del medesimo anno morì.
Isanbard è stato menzionato come direttore dell'ufficio e contabile di Thurgau nel 774, ha cercato anche un'intesa con il monastero di san Gallo e ha fatto molte donazioni al monastero.

## Discendenza
Isanbard, sposò Ermentrude di Svevia (prima moglie), ed ebbero:
- Erchemnar di Turgovia (?758)
- Guerino di Provenza (777(?)–856)[1][14]

La seconda moglie era Thiedrada (Thietrate), di ascendenza carolingia, ed ebbero:
- Adalung (804–837)
- Adalindis
- Hedwig (833),[15] sposata con Guelfo I.[16][17]